# Simon Callow
Simon Phillip Hugh Callow (Streatham, Londen, 13 juni  1949) is een Brits acteur en regisseur.
Callow heeft een rooms-katholieke achtergrond. Hij bezocht de Queen's Universiteit van Belfast in Noord-Ierland, waar hij in de jaren 60 actief was in de Noord-Ierse burgerrechtenbeweging, brak zijn opleiding af, waarna hij naar de toneelschool Drama Centre London ging. 
Hij debuteerde als acteur in de film Amadeus (1984). In Four Weddings and a Funeral (1994) speelde hij naast Hugh Grant. Voor deze rol werd hij genomineerd voor een British Academy Film Award. Hij trad op in de Britse televisieserie Chance in a Million. In 1991 regisseerde hij The Ballad of the Sad Café, die genomineerd werd voor een Gouden Beer. In 1999 werd hij wegens zijn verdiensten als acteur onderscheiden met een benoeming tot Commandeur in de Orde van het Britse Rijk. 

## Films en televisieseries
selectie*
- 1984 - Amadeus
- 1985 - A Room with a View
- 1987 - Maurice
- 1990 - Postcards from the Edge
- 1994 - Four Weddings and a Funeral
- 1994 - Street Fighter
- 1995 - Ace Ventura: When Nature Calls
- 1995 - England, My England
- 1996 - James and the Giant Peach
- 1998 - Shakespeare in Love
- 2002 - Thunderpants
- 2004 - George and the Dragon
- 2004 - The Phantom of the Opera
- 2005 - Doctor Who, één reeks van deze televisieserie
- 2005 - Bob the Butler
- 2007 - Arn: The Knight Templar
- 2009 - Lewis, één reeks van deze televisieserie
- 2013 - Acts of Godfrey
- 2014 - Outlander seizoen één, als het personage Duke of Sandringham
- 2016 - Outlander seizoen twee, als het personage Duke of Sandringham
- 2021 - Hawkeye, een gastrol in de eerste aflevering
- 2024 - Winnie-the-Pooh: Blood and Honey 2

- Bibsys: 90115316
- Biblioteca Nacional de España: XX1260730
- Bibliothèque nationale de France: cb13077727p (data)
- CiNii: DA01661358
- Gemeinsame Normdatei: 119400057
- International Standard Name Identifier: 0000 0001 0861 5964
- Library of Congress Control Number: n85154066
- Nationale Bibliotheek van Letland: 000243311
- MusicBrainz: 16392269-db73-4e42-a067-ccf574282c81
- Nationale Bibliotheek van Tsjechië: jx20050927006
- Nationale bibliotheek van Australië: 35480241
- Nationale Bibliotheek van Israël: 987007259210405171
- Nationale en Universitaire bibliotheek Zagreb: 000737046
- Nederlandse Thesaurus van Auteursnamen: 070668736
- SNAC: w6v13b97
- Système universitaire de documentation: 050149296
- Trove: 968206
- Virtual International Authority File: 146407
- WorldCat: E39PBJmXF7FMfVwvvP9Q8pvfv3